# OVV-kvasar
En OVV-kvasar (engelska optically violent variable quasar) är en typ av starkt variabla kvasarer, och en av de två huvudtyperna av blazarer där den andra huvudtypen är BL Lac-objekten. OVV-kvasarer tros vara stora elliptiska radiogalaxer vända så att de ur jordens synvinkel betraktas längs den ena av deras jetstrålar rakt ner i galaxens kärna. OVV-kvasarernas ljusstrålning kan variera med hela 50 procent per dygn.  OVV-kvasarer har väsentligen blivit enhetliga med högpolariserade kvasarer (HPQ), kärndominerade kvasarer (CDQ) och plattspektrumradiokvasarer (FSRQ). Olika termer används men termen FSRQ får popularitet effektivt och gör de andra termerna arkaiska.
Den aktiva galaxkärnan i kvasaren är extremt kompakt och liten i förhållande till galaxens totala utsträckning, men kan fortfarande lysa flera hundra gånger starkare än resten av galaxen. Strålningen från aktiva galaxkärnor kan inte förklaras som enbart stjärnljus eftersom de avger elektromagnetisk strålning över ett mycket större våglängdsintervall. Strålningen som observerats från aktiva galaxer kan förklaras med att det supermassiva svarta hålet i centrum av galaxen kontinuerligt konsumerar en stor mängd materia från sin omgivningen.
Jämfört med BL Lac-objekt har de vid synliga våglängder breda emissionslinjer.